# Estadio Manuel Ferreira
L'Estadio Manuel Ferreira est un stade de football paraguayen situé dans le quartier de Mariscal López, à Asuncion. Cette enceinte d'une capacité de 22,000 places. C'est le domicile de l'équipe paraguayen du Club Olimpia, l'une des équipes les plus titrées en Paraguay et dans le monde. Son nom actuel lui a été donné en l'honneur de l'ancien président Manuel Ferreira.

## Histoire
En mai 1964, le stade fut inauguré à l'occasion du match Club Olimpia contre Santos FC de Pelé. Le match s'acheva sur le score nul de deux buts partout.
En 2024, la déconstruction du stade est entreprise, dans le but de construire sur le site un nouveau stade de 46 000 places destiné à accueillir, entre autres, un match de la Coupe du Monde de football 2030.